# Johann Schleußner
Johann Schleußner (1629–1703) war ein Kunstmaler in Naumburg/Saale in der Barockzeit. Er malte viel für Kirchen. Dabei war er recht erfolgreich, denn in Naumburg besaß er mehrere Häuser. Er bekam 1667 als „Mahler von Hartzendorf“ das Naumburger Bürgerrecht. Seit 1662 war er in Naumburg ansässig. Er besaß im Kroppental einen Weinberg, den er 1668 verkaufte. Der Käufer war der Naumburger Bäcker Sebald Todte, nachdem der Weinberg auch Todtescher Berg genannt wurde. Der letzte Eigentümer der Familie Todte, Albin Karl Todte, starb 1966.
Die Werke Schleußners sind im Wesentlichen im Kirchenmanual der Naumburger Wenzelskirche samt Geldern, die er für seine Arbeiten erhielt, und den Auftraggebern beziehungsweise Stiftern aufgeführt.

## Werke (Auswahl)
- 1672: Historia von der Himmelfarth des Herrn, unter den Aposteln
- 1672: Historia, als Noa nach der Sündfluth aus dem Kasten gegangen
- Jacob mit der Himmelsleiter[5]
- 1672: Historia von der Himmelfart des H. Christ
- 1677:  Mag. Philipp Jacob Lindner